# Sopa paraguaya
La sopa paraguaya è un piatto tipico del Paraguay.
A dispetto del suo nome (che in spagnolo significa “zuppa paraguaiana”) non è affatto una zuppa, ma una sorta di torta salata, molto ricca di contenuto calorico.
La sopa paraguaya è un prodotto del sincretismo guaraní e spagnolo. Le popolazioni indigene, infatti, erano solite consumare alimenti pastosi preparati con farina di manioca o di mais avvolti in foglie di banano e cotte nella cenere. I colonizzatori introdussero nella zona l'uso di formaggio, uova e latte, che furono aggiunti ai piatti preparati dai guaraní.

## Origine
L'aneddoto storico più diffuso in Paraguay riguardo all'origine del piatto ha come protagonisti Carlos Antonio López, che ha governato il paese dal 1841 al 1862 e una sua domestica.
Si narra infatti che il presidente fosse molto ghiotto di tykuetï, una zuppa preparata con latte, formaggio, uova e farina di mais, e che questo non mancasse mai sulla sua tavola. Un giorno la domestica mise però troppa farina nella preparazione del piatto, e si trovò così a dover riparare in breve tempo all'errore. Colta da un colpo d'ingegno, versò la zuppa in un recipiente di ferro e la mise a cucinare in forno finché non solidificò. Il presidente, assaggiandola, la trovò molto gustosa, tanto che la battezzò sopa paraguaya.

## Ingredienti
Per preparare il piatto si utilizzano cipolla, sale grosso, grasso di maiale, uova, formaggio fresco, latte e farina di mais. Le diverse varianti utilizzano gli stessi ingredienti variando le quantità per dare una maggiore o minore consistenza a seconda del gusto dei commensali.

## Preparazione

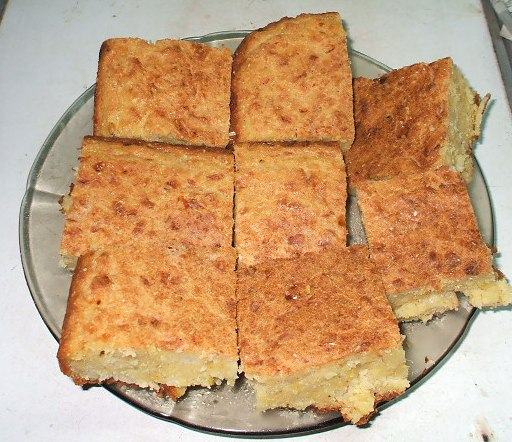
Porzioni di sopa paraguaya

Per preparare la sopa paraguaya tradizionale bisogna dapprima tagliare la cipolla finemente e farla soffriggere nel grasso di maiale; poi la si lascia raffreddare. Intanto si mescola la farina di mais con il latte, aggiungendo poi l'uovo ben battuto, la cipolla con il suo grasso e il formaggio fresco sminuzzato. Si versa poi la mescola in una casseruola preventivamente imburrata e infarinata; quindi la si fa cuocere in forno a 200° fino a quando non solidifica.
La sopa paraguaya va servita tagliata in pezzi quadrati o rettangolari ed è in genere considerata un accompagnamento ad altri alimenti.